# Diego Donnhofer
Diego Donnhofer (* 1961) je rakouský režisér a scenárista. Narodil se ve městě Mödling v Dolních Rakousích. Studoval na Vídeňské univerzitě v oboru režie a scenáristiky. Roku 1999 natočil snímek Die Jungfrau (často uváděno pod anglickým názvem The Virgin), v němž hráli vedle jiných Kirsty Hinchcliffe a Joey Kern a hudbu k němu složil velšský hudebník John Cale. Rovněž se věnuje tvorbě televizních reklam.